# P-500 Bazalt
P-500 Bazalt sovjetski je teški protubrodski krstareći projektil razvijen tijekom 70-tih godina prošlog stoljeća za suprotstavljanje prijetnji američkih nosača zrakoplova.

## Povijesni razvoj
Usporedo s razvojem protubrodskih raketnih sustava srednjeg dometa, dizajnerski biro OKB-52 počeo je s konstrukcijom i razvojem raketnog protubrodskog sustava dugog dometa, koji bi udovoljio zahtjevima podvodnog i površinskog lansiranja. Novi projekt dobio je naziv P-500 Bazalt (NATO naziv SS-N-12 Sandbox). Kao temelj tog sustava korištena je raketa 4K80.
U to vrijeme (a slično je i danas), doktrina uporabe pomorskih snaga SSSR-a predviđala je masovni raketni udar srednjih i dalekodometnih nadzvučnih krstarećih projektila (konvencionalnih i onih s nuklearnim punjenjem) po američkim taktičkim skupinama okupljenim oko nosača zrakoplova.
Raketni sustav P-500 Bazalt postao je jedna od najvećih tajni bivšeg SSSR-a. Slike sustava ili same rakete izvan lansera nisu nikada objavljene u javnosti. Početna ispitivanja započeta su 1969. a operativna služba sustava započela je 1975. Trebalo je proći nekoliko godina od raspada sovjetskog imperija pa da Zapad spozna kakvim raketnim arsenalom raspolaže njihov hladnoratovski i posthladnoratovski rival.

## Dizajn

### Izgled
Raketa P-500 Bazalt konstruirana je u obliku dugačke olovke sa složenim krilima i repnim stabilizatorima. Njezina je dužina 11,7 metara, a dijametar tijela rakete u najširem dijelu iznosi 0,88 m. S raširenim krilima dijametar rakete iznosi 2,6 m.

### Primjena
Raketu tešku gotovo 5 tona (točnije 4800 kg) moguće je lansirati s površinskih brodova i podmornica u zaronjenom stanju na ciljeve udaljene gotovo 550 km. Ovaj raketni sustav bio je prvi u protubrodskom arsenalu SSSR-a koji je dobio digitalni procesor koji je upravljao algoritmom napada rakete na njezine ciljeve. Ugrađeni algoritam je upravo ono što je najviše oduševilo, ali i utjeralo strah u kosti zapadnim mornaričkim stratezima. Naime, nakon npr. podvodnog lansiranja s dubine 30-50 m rakete kreću prema svojim ciljevima. Jedna od njih (određena algoritmom) "iskače" i penje se na visinu višu od 7000 m (>23 000 stopa). Pri brzini od gotovo 2 Macha uključuje svoju radarsku glavu za pretraživanje i preko zaštićenog data-linka šalje podatke ostalim raketama koje na visini do 30 m (do 100 stopa) iznad površine mora (u pasivnom modalitetu rada radarskog pretraživača) lete prema ciljevima brzinom od 1,5 do 1,7 Macha. Ako raketa-izviđač bude otkrivena i oborena (ili onesposobljena zbog kvara) djelovanjem protivničke proturaketne obrane, ulogu vodiča preuzima algoritmom unaprijed određena sljedeća raketa. Isti scenarij se ponavlja sve dok rakete koje se kreću nisko nad površinom ne dođu u zahvat ciljeva. Tada prelaze na vlastito aktivno radarsko navođenje. Napadnim algoritmom određeno je da se polovica pristiglih raketa navodi prema nosaču zrakoplova, a ostale rakete svaka na svoj cilj, bez preklapanja pogodaka. Ne smije se nikako zaboraviti činjenica da je P-500 Bazalt pri brzini od 1,7 Macha (2038 km/h na razini mora) stizao do ciljeva udaljenih 550 km za samo 972 sekunde, tj. 16 minuta i 12 sekundi. To je iznimno kratko vrijeme. Tadašnji zapadni radari gotovo nisu imali prilike otkriti na vrijeme takav masovni napad i pružiti posadama brodova dovoljno vremena za poduzimanje aktivnih protumjera. Situaciju je osim velike brzine raketa dodatno otežavala činjenica da su se one kretale blizu valovite površine mora, što je uzrokovalo mnogostruke smetnje i šumove na radarskom odrazu, ako je uopće bilo moguće da ga uhvate.

## Prisutnost u ruskoj ratnoj mornarici
Protubrodskim sustavom P-500 Bazalt naoražano je deset podmornica tipa Echo-II (svaka je dobila po 8 lansera), koje su s komunikacijskim sustavom za novođenje raketa (sateliti, izviđački zrakoplovi i helikopteri, te HF obalni radari) mogle komunicirati s periskopske dubine. Uobičajeno je bilo da je u borbenom kompletu 6 raketa s klasičnom a dvije s nuklearnom bojnom glavom. Istim sustavom opremljene su četiri krstarice-nosači letjelica klase Kiev (s po 8 lansera), te četiri raketne krstarice klase Slava (16 lansera). Površinski brodovi su imali dodatnu mogućnost navođenja svojih raketa pomoću izviđačkog helikoptera Ka-27 Helix. Prema nekim zapadnim podacima postoji mogućnost da je jedna od spomenutih krstarica klase Slava, (vjerojatno Varjag) bila prenaoružana dosta misterioznim protubrodskim sustavom P-1000 Vulkan, koji je prema nepotvrđenim podacima razvijan od 1979. a na brod ugrađen 1987. godine. Prema nagađanjima radi se zapravo o sustavu deriviranom iz sustava P-500 Bazalt. Novi sustav je dobio balistički zaštitni oklop oko vitalnih dijelova projektila, a svi su izgledi da su i neki strukturni elementi izrađeni od titana. Na taj se način smanjila težina projektila koji je opremljen snažnijim startnim booster motorima i snažnijim mlaznim motorom. Te modifikacije su, kako se vjeruje, omogućile domet rakete od čak 700 km (378 Nm). Sumnja se da je sustav P-1000 Vulkan ugrađen na najmanje 5 podmornica tipa Echo-II.